# Acanthocephalus alabamensis
Acanthocephalus alabamensis är en hakmaskart som beskrevs av Amin och Williams 1983. Acanthocephalus alabamensis ingår i släktet Acanthocephalus och familjen Echinorhynchidae. Inga underarter finns listade i Catalogue of Life.